# Le Jugement dernier (Les Simpson)
Pour les articles homonymes, voir Jugement dernier (homonymie).
Le Jugement dernier (France) ou La fin du monde devrait être à sept heures (Québec) (Thank God It's Doomsday) est le 19e épisode de la saison 16 de la série télévisée d'animation Les Simpson.

## Synopsis
Les enfants se rendent au nouveau salon de coiffure pour enfants au centre commercial. Là-bas, Bart et Lisa se chamaillent et se coupent mutuellement les cheveux à coups de tondeuse. Quand ils sortent et se rendent compte du résultat catastrophique de leur coiffure, ils tombent nez-à-nez avec les élèves de la classe qui en profitent pour prendre des photos. Pour leur échapper, ils se réfugient dans une salle de cinéma avec Homer qu'ils ont rencontré sur leur chemin. Le film, qui parle de l'apocalypse, marque tout particulièrement Homer. Il va se plonger sur le sujet, et après avoir fait des calculs, il trouve que la fin du monde va avoir lieu dans à peine une semaine ! Personne ne le croit jusqu'à ce qu'un dirigeable rempli de célébrités s'écrase, comme il l'avait prédit. Il annonce alors aux personnes qui sont prêtes à le suivre que s'ils veulent avoir une chance d'entrer au paradis, il faut qu'ils se rendent avec lui sur plateau de Springfield…

## Références culturelles

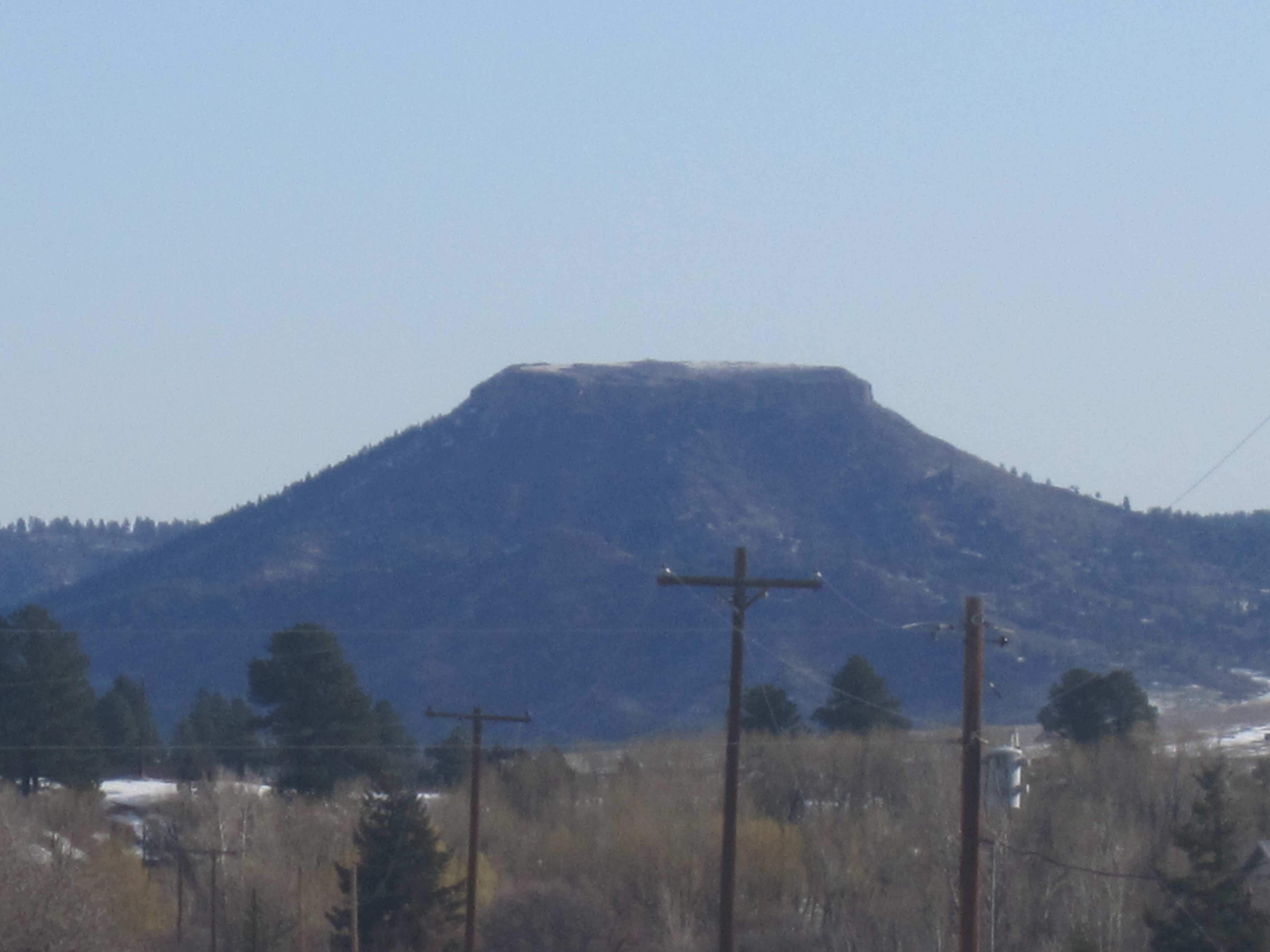
Un des nombreux sites géologiques notables aux alentours de Springfield : une Mesa (géomorphologie) comme celle au sommet de laquelle Homer entraîne ceux de ses concitoyens qui croient à son annonce du "Ravissement" ("Rapture") prochain

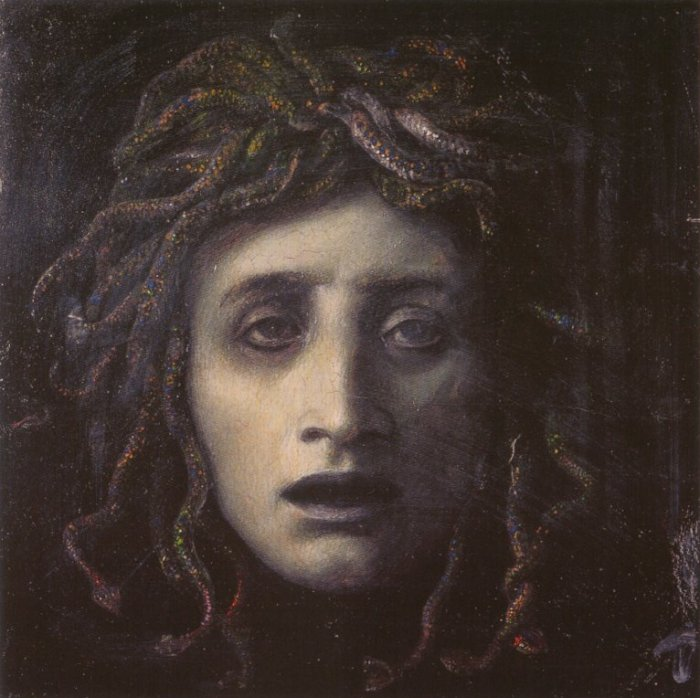
Méduse, par Arnold Böcklin